# آبشار لیک تراهلیا
آبشار لیک تراهلیا (به انگلیسی: Lake Trahlyta Spillway) آبشاری است که در جورجیا، ایالات متحده آمریکا واقع شده و ارتفاع کلی ریزشگاه آن ۲۷ متر است.